# Jake Ellenberger
Jacob Steven «Jake» Ellenberger (Omaha, Nebraska; el 28 de marzo de 1985) es un artista marcial mixto estadounidense retirado ex marine que compitió en la categoría de peso wélter en Ultimate Fighting Championship.

## Primeros años
Ellenberger nació en Omaha, Nebraska. El padre de Ellenberger fue trabajador del hierro, y él tiene un hermano gemelo llamado Joe, también peleador de AMM, que obtuvo un récord de 10-0 antes de ser diagnosticado con una enfermedad arterial llamada Hemoglobinuria nocturna paroxística cuando tenía 24 años.

## Carrera en artes marciales mixtas

### Ultimate Fighting Championship
Ellenberger intervino en un corto plazo de tiempo para reemplazar a Chris Lytle que se había lesionado y perdió por decisión dividida en su debut en UFC Fight Night 19 contra Carlos Condit.
Ellenberger derrotó a Mike Pyle por nocaut técnico en la segunda ronda en UFC 108.
Ellenberger derrotó a John Howard en la tercera ronda por nocaut técnico en UFC on Versus 2.
El 5 de febrero de 2011, Ellenberger se enfrentó a Carlos Eduardo Rocha en UFC 126. Ellenberger ganó la pelea por decisión dividida.
El 30 de abril de 2011, Ellenberger se enfrentó a Sean Pierson en UFC 129. Ellenberger ganó la pelea por nocaut en la primera ronda.
Ellenberger se enfrentó a Jake Shields el 17 de septiembre de 2011 en UFC Fight Night 25. Ellenberger ganó la pelea por nocaut técnico en la primera ronda, ganado así el premio al KO de la Noche.
La pelea Sánchez/Ellenberger vinculada brevemente a UFC 141 fue cambiada al 15 de febrero de 2012 en UFC on Fuel TV 1. Ellenberger ganó la pelea por decisión unánime. Tras el evento, ambos peleadores ganaron el premio a la Pelea de la Noche.
El 1 de junio de 2012, Ellenberger perdió ante Martin Kampmann por nocaut técnico en The Ultimate Fighter 15 Finale.
Ellenberger se enfrentó a Jay Hieron el 5 de octubre de 2012 en UFC on FX 5. Ellenberger ganó la pelea por decisión unánime.
El 16 de marzo de 2013, Ellenberger se enfrentó a Nate Marquardt en UFC 158. Ellenberger ganó la pelea por nocaut en la primera ronda, ganando así el premio al KO de la Noche.
Ellenberger perdió ante Rory MacDonald por decisión unánime el 27 de julio de 2013 en UFC on Fox 8.
Ellenberger se enfrentó a Robbie Lawler el 24 de mayo de 2014 en UFC 173. Ellenberger perdió la pelea por nocaut técnico en la tercera ronda.
El 15 de noviembre de 2014, Ellenberger se enfrentó a Kelvin Gastelum en UFC 180. Ellenberger perdió la pelea por sumisión en la primera ronda.
El 28 de febrero de 2015, Ellenberger se enfrentó a Josh Koscheck en UFC 184. Ellenberger ganó la pelea por sumisión en la segunda ronda, ganando así el premio a la Actuación de la Noche.
Ellenberger se enfrentó a Stephen Thompson el 12 de julio de 2015 en The Ultimate Fighter 21 Finale. Ellenberger perdió la pelea por nocaut en la primera ronda.
Ellenberger se enfrentó a Tarec Saffiedine el 30 de enero de 2016 en UFC on Fox 18. Ellenberger perdió la pelea por decisión unánime.
Ellenberger enfrentó a Matt Brown el 30 de julio de 2016 en el UFC 201. Ganó la pelea por TKO en la primera ronda y también ganó el premio a Actuación de la Noche.
Ellenberger se enfrentó a Jorge Masvidal el 3 de diciembre de 2016, en The Ultimate Fighter 24 Finale. Perdió la pelea por nocaut técnico en la primera ronda después de que su pie se enredara afortunadamente en la valla, lo que le impidió defenderse de los golpes de Masvidal.
Ellenberger se enfrentó a Mike Perry el 22 de abril de 2017 en UFC Fight Night: Swanson vs. Lobov. Perdió la pelea por KO en la segunda ronda.
Se esperaba que Ellenberger se enfrentara a Bryan Barberena el 1 de junio de 2018 en UFC Fight Night 131. Sin embargo, el 23 de marzo de 2018, Barberena se retiró debido a una lesión. Fue reemplazado por Ben Saunders. Ellenberger perdió por nocaut técnico después de caer por un rodillazo al cuerpo en la primera ronda.
El combate con Barberena fue reprogramado y se realizó el 25 de agosto de 2018 en UFC Fight Night 135. Dicho combate lo ganó Barberena por knockout técnico en el primer round y luego de esa pelea, en la misma jaula Ellenberger anunció su retiro de la UFC

## Campeonatos y logros
- Ultimate Fighting Championship
  - KO de la Noche (Dos veces)
  - Pelea de la Noche (Una vez)
  - Actuación de la Noche (Una vez)

- Sherdog
  - Segundo Equipo más Violento (2011)[27]

## Récord en artes marciales mixtas
| Resultado | Récord | Oponente             | Método                             | Evento                                   | Fecha                    | Ronda | Tiempo | Localización                | Notas                  |
| --------- | ------ | -------------------- | ---------------------------------- | ---------------------------------------- | ------------------------ | ----- | ------ | --------------------------- | ---------------------- |
| Derrota   | 31-15  | Bryan Barberena      | TKO (golpes)                       | UFC Fight Night: Gaethje vs. Vick        | 25 de agosto de 2018     | 1     | 2:26   | Nebraska, Estados Unidos    |                        |
| Derrota   | 31–14  | Ben Saunders         | TKO (rodillazo al cuerpo y golpes) | UFC Fight Night: Rivera vs. Moraes       | 1 de junio de 2018       | 1     | 1:56   | Utica, Nueva York           |                        |
| Derrota   | 31–13  | Mike Perry           | KO (codazo)                        | UFC Fight Night: Swanson vs. Lobov       | 22 de abril de 2017      | 2     | 1:05   | Nashville, Tennessee        |                        |
| Derrota   | 31–12  | Jorge Masvidal       | TKO (golpes)                       | The Ultimate Fighter 24                  | 3 de diciembre de 2016   | 1     | 4:05   | Las Vegas, Nevada           |                        |
| Victoria  | 31–11  | Matt Brown           | TKO (patadas y golpes)             | UFC 201                                  | 30 de julio de 2016      | 1     | 3:14   | Atlanta, Georgia            |                        |
| Derrota   | 30–11  | Tarec Saffiedine     | Decisión (unánime)                 | UFC on Fox: Johnson vs. Bader            | 30 de enero de 2016      | 3     | 5:00   | Newark, Nueva Jersey        |                        |
| Derrota   | 30–10  | Stephen Thompson     | KO (patada con giro y golpes)      | The Ultimate Fighter 21 Finale           | 12 de julio de 2015      | 1     | 4:29   | Las Vegas, Nevada           |                        |
| Victoria  | 30–9   | Josh Koscheck        | Sumisión (north-south choke)       | UFC 184                                  | 28 de febrero de 2015    | 2     | 4:20   | Los Ángeles, California     | Actuación de la Noche. |
| Derrota   | 29–9   | Kelvin Gastelum      | Sumisión (rear-naked choke)        | UFC 180                                  | 15 de noviembre de 2014  | 1     | 4:46   | Ciudad de México            |                        |
| Derrota   | 29–8   | Robbie Lawler        | TKO (rodillazo y golpes)           | UFC 173                                  | 24 de mayo de 2014       | 3     | 3:06   | Las Vegas, Nevada           |                        |
| Derrota   | 29–7   | Rory MacDonald       | Decisión (unánime)                 | UFC on Fox: Johnson vs. Moraga           | 27 de julio de 2013      | 3     | 5:00   | Seattle, Washington         |                        |
| Victoria  | 29–6   | Nate Marquardt       | KO (golpes)                        | UFC 158                                  | 16 de marzo de 2013      | 1     | 3:00   | Montreal                    | KO de la Noche.        |
| Victoria  | 28–6   | Jay Hieron           | Decisión (unánime)                 | UFC on FX: Browne vs. Bigfoot            | 5 de octubre de 2012     | 3     | 5:00   | Minneapolis, Minnesota      |                        |
| Derrota   | 27–6   | Martin Kampmann      | TKO (rodillazos)                   | The Ultimate Fighter 15 Finale           | 1 de junio de 2012       | 2     | 1:40   | Las Vegas, Nevada           |                        |
| Victoria  | 27–5   | Diego Sánchez        | Decisión (unánime)                 | UFC on Fuel TV: Sanchez vs. Ellenberger  | 15 de febrero de 2012    | 3     | 5:00   | Omaha, Nebraska             | Pelea de la Noche.     |
| Victoria  | 26–5   | Jake Shields         | KO (rodillazo y golpes)            | UFC Fight Night: Shields vs. Ellenberger | 17 de septiembre de 2011 | 1     | 0:53   | Nueva Orleans, Louisiana    | KO de la Noche.        |
| Victoria  | 25–5   | Sean Pierson         | KO (golpes)                        | UFC 129                                  | 30 de abril de 2011      | 1     | 2:42   | Toronto                     |                        |
| Victoria  | 24–5   | Carlos Eduardo Rocha | Decisión (dividida)                | UFC 126                                  | 5 de febrero de 2011     | 3     | 5:00   | Las Vegas, Nevada           |                        |
| Victoria  | 23–5   | John Howard          | TKO (parada médica)                | UFC Live: Jones vs. Matyushenko          | 1 de agosto de 2010      | 3     | 2:21   | San Diego, California       |                        |
| Victoria  | 22–5   | Mike Pyle            | TKO (golpes)                       | UFC 108                                  | 2 de enero de 2010       | 2     | 0:22   | Las Vegas, Nevada           |                        |
| Derrota   | 21–5   | Carlos Condit        | Decisión (dividida)                | UFC Fight Night: Diaz vs. Guillard       | 16 de septiembre de 2009 | 3     | 5:00   | Oklahoma City, Oklahoma     |                        |
| Victoria  | 21–4   | Marcelo Alfaya       | KO (golpe)                         | Bellator 11                              | 12 de junio de 2009      | 1     | 0:42   | Uncasville, Connecticut     |                        |
| Victoria  | 20–4   | Brendan Seguin       | Decisión (unánime)                 | VFC 27: Mayhem                           | 1 de mayo de 2009        | 3     | 5:00   | Council Bluffs, Iowa        |                        |
| Victoria  | 19–4   | Doo-Won Seo          | TKO (parada médica)                | M-1 Challenge 6: Korea                   | 29 de agosto de 2008     | 2     | 3:04   | Seúl                        |                        |
| Victoria  | 18–4   | Farouk Lakebir       | Decisión (mayoritaria)             | M-1 Challenge 5: Japan                   | 17 de julio de 2008      | 2     | 5:00   | Tokio                       |                        |
| Derrota   | 17–4   | Rick Story           | Decisión (unánime)                 | SF 23: Heated Rivals                     | 20 de junio de 2008      | 3     | 5:00   | Portland, Oregón            |                        |
| Victoria  | 17–3   | Pat Healy            | Decisión (unánime)                 | IFL: Las Vegas                           | 29 de febrero de 2008    | 3     | 4:00   | Las Vegas, Nevada           |                        |
| Victoria  | 16–3   | José Landi-Jons      | KO (golpe)                         | EFC 5: Revolution                        | 3 de noviembre de 2007   | 1     | 0:09   | Prince George               |                        |
| Derrota   | 15–3   | Delson Heleno        | Sumisión (armbar)                  | IFL: 2007 Team Championship Final        | 20 de septiembre de 2007 | 2     | 3:45   | Hollywood, Florida          |                        |
| Victoria  | 15–2   | Zach Light           | TKO (golpes)                       | Bodog Fight: Costa Rica Combat           | 16 de febrero de 2007    | 1     | 3:51   | San José                    |                        |
| Victoria  | 14–2   | Ben Uker             | TKO (golpes)                       | IFL : Championship Final                 | 29 de diciembre de 2006  | 2     | 1:44   | Uncasville, Connecticut     |                        |
| Derrota   | 13–2   | Derrick Noble        | Decisión (unánime)                 | Bodog Fight: Clash of the Nations        | 16 de diciembre de 2006  | 3     | 5:00   | San Petersburgo             |                        |
| Victoria  | 13–1   | Ryan Stout           | TKO (golpes)                       | IFC: Rumble on the River 2               | 10 de noviembre de 2006  | 2     | 4:06   | Kearney, Nebraska           |                        |
| Derrota   | 12–1   | Jay Hieron           | Decisión (unánime)                 | IFL: Championship 2006                   | 3 de junio de 2006       | 3     | 4:00   | Atlantic City, Nueva Jersey |                        |
| Victoria  | 12–0   | Gil Castillo         | TKO (golpes)                       | IFC: Caged Combat                        | 1 de abril de 2006       | 1     | 1:30   | Sacramento, California      |                        |
| Victoria  | 11–0   | Kenneth Allen        | Sumisión (armbar)                  | IFC: Rumble on the River                 | 11 de marzo de 2006      | 1     |        | Kearney, Nebraska           |                        |
| Victoria  | 10–0   | Mark Bear            | TKO (corte)                        | VFC 12: Warpath                          | 25 de febrero de 2006    | 2     |        | Council Bluffs, Iowa        |                        |
| Victoria  | 9–0    | Laverne Clark        | Sumisión (triangle choke)          | KOTC 64: Raging Bull                     | 16 de diciembre de 2005  | 2     | 3:06   | Cleveland, Ohio             |                        |
| Victoria  | 8–0    | Sean Huffman         | Sumisión (golpes)                  | VFC 11: Demolition                       | 3 de diciembre de 2005   | 3     | 0:22   | Council Bluffs, Iowa        |                        |
| Victoria  | 7–0    | Brian Daley          | TKO (golpes)                       | AFC 4: New Hitter                        | 18 de noviembre de 2005  | 1     | 1:31   | Omaha, Nebraska             |                        |
| Victoria  | 6–0    | Evan Boemer          | KO (golpes)                        | Extreme Challenge 65                     | 21 de octubre de 2005    | 1     | 0:48   | Medina, Minnesota           |                        |
| Victoria  | 5–0    | Brent Shepard        | KO (golpe)                         | AFC 3                                    | 24 de septiembre de 2005 | 1     |        | Omaha, Nebraska             |                        |
| Victoria  | 4–0    | Deryck Ripley        | Sumisión (golpes)                  | VFC 10: Championship X                   | 6 de agosto de 2005      | 1     | 1:41   | Council Bluffs, Iowa        |                        |
| Victoria  | 3–0    | Brad Fox             | TKO (golpes)                       | ROF 17: Unstoppable                      | 18 de junio de 2005      | 2     | 2:15   | Castle Rock, Colorado       |                        |
| Victoria  | 2–0    | Cory Simpson         | Sumisión (estrangulación)          | XKK: Des Moines                          | 20 de mayo de 2005       | 3     |        | Des Moines, Iowa            |                        |
| Victoria  | 1–0    | Cameron Wells        | TKO (golpes)                       | AFC 1: Takedown                          | 9 de abril de 2005       | 1     |        | Omaha, Nebraska             |                        |